# Joos van Craesbeeck

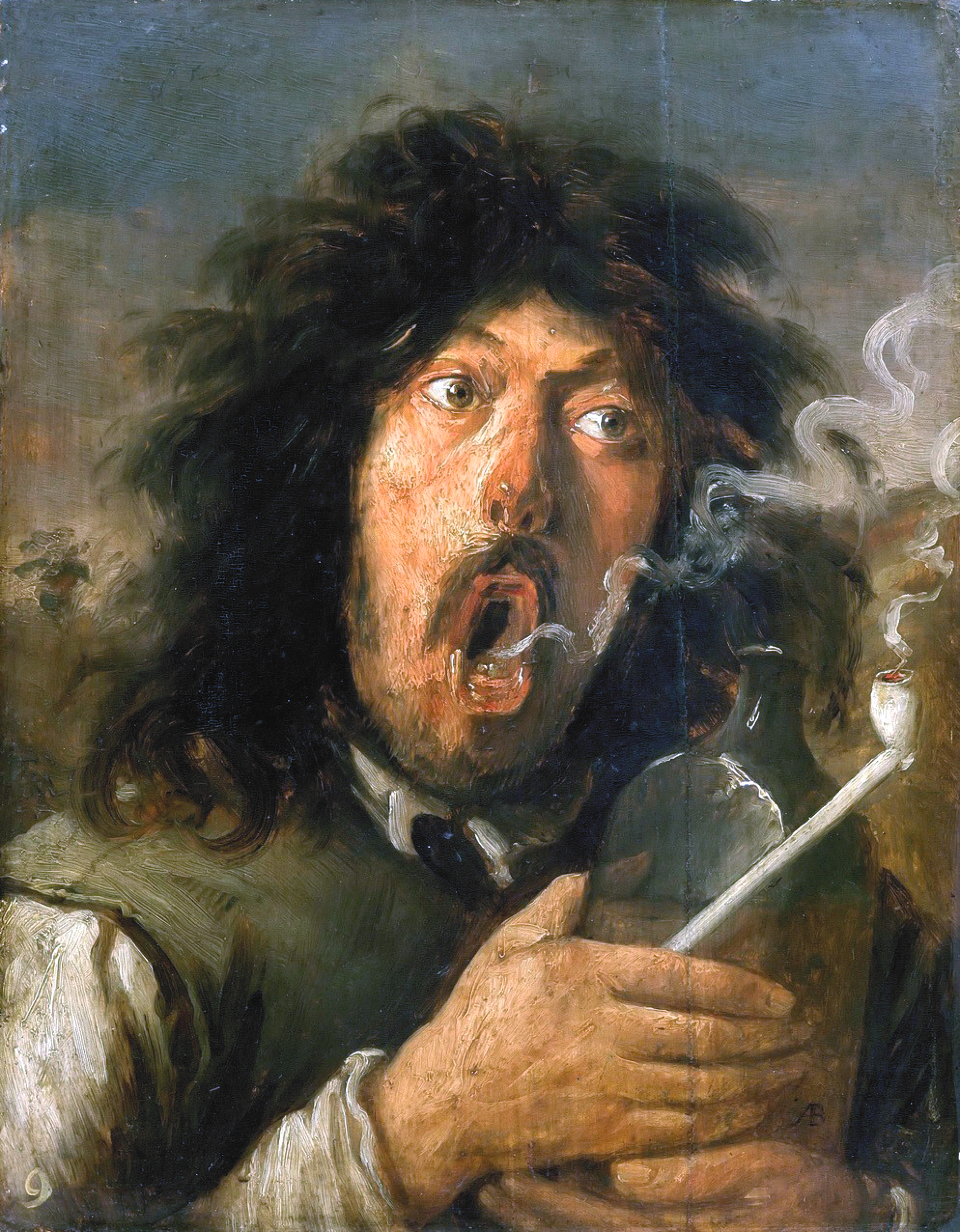
De roker, mogelijk een zelfportret

Joos van Craesbeeck (Neerlinter, ca. 1605/1606 – ca. 1660) was een Vlaamse barokschilder en bakker die actief was in Antwerpen en Brussel. Hij was voornamelijk een genreschilder en vestigde zijn reputatie met schilderijen van taverne-interieurs, tronies en groepsportretten, en in mindere mate met religieuze werken.

## Leven
Van Craesbeeck werd geboren in Neerlinter (huidig Vlaams Brabant). Er wordt vermoed dat zijn vader een bakker was. Van Craesbeeck werkte als gezel bij de bakker Aert Tielens, petekind van kunstschilder Jan Tielens. Tielens bakte brood voor de Citadel van Antwerpen die als gevangenis dienstdeed. Craesbeeck huwde met de dochter van zijn baas in 1631.
In 1633 ontmoette hij de genreschilder Adriaen Brouwer, die in het kasteel een gevangenisstraf uitzat. Er wordt vermoed dat door deze omstandigheid Craesbeeck Brouwer leerde kennen en bij hem in de leer ging. Ronnd 1633 werd hij meester van het Antwerpse Sint-Lucasgilde. Hij verhuisde later naar Brussel waar hij in 1651 lid werd van het plaatselijk schildersgilde.

## Werk

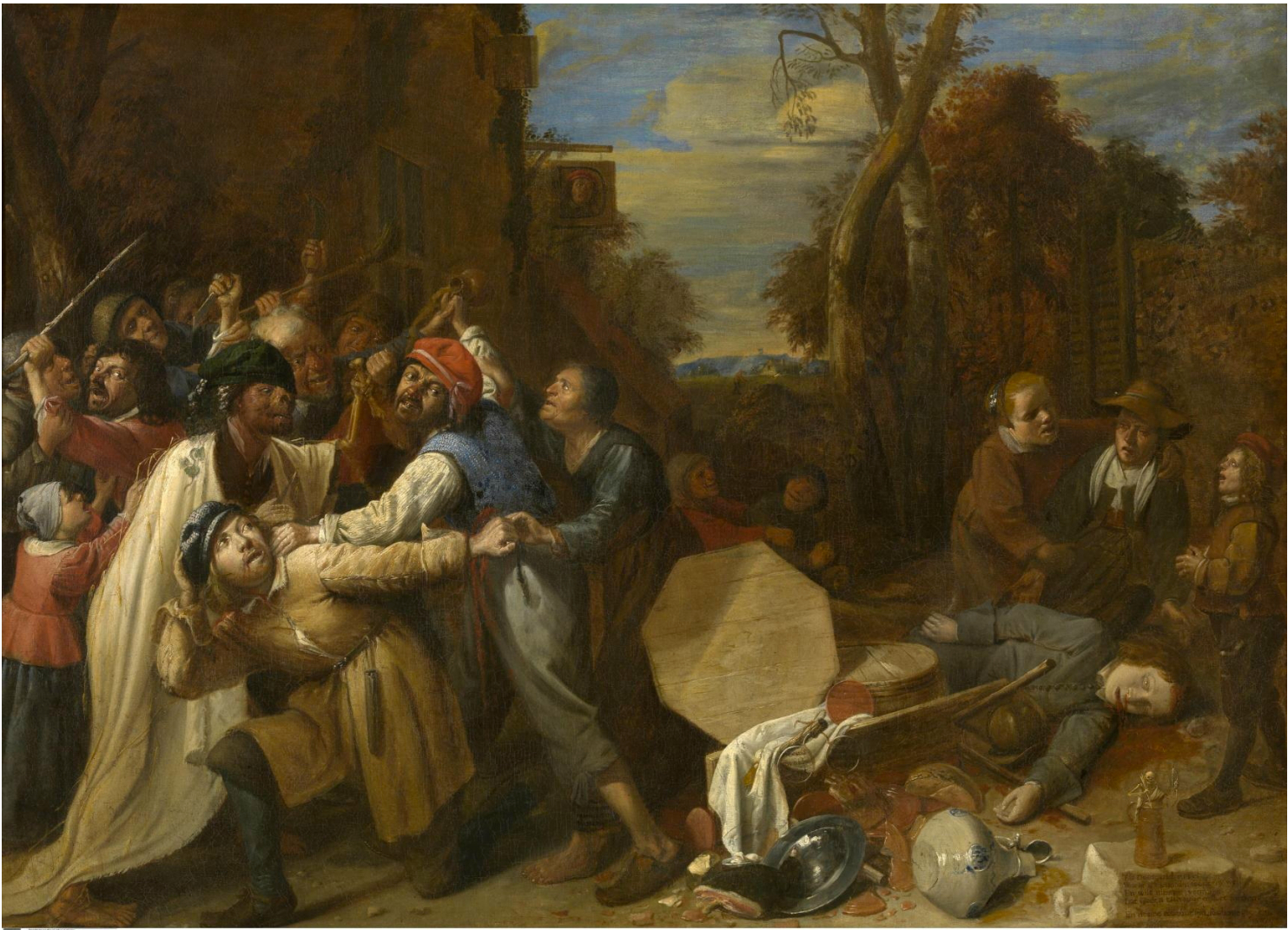
De dood is gewelddadig en snel

Craesbeek was voornamelijk een genreschilder alhoewel hij ook wat religieuze werken schilderde. Zijn vroege werken waren in de trant van Adriaen Brouwer. Hij volgde Brouwers palet in de subtiele harmonieën met af en toe glimmende accenten. Na de dood van Brouwer in 1638 wendde van Craesbeeck zich tot andere kunstenaars voor inspiratie en leende hij ideeën van Nederlandse schilders. Antwerpse schilders bleven echter zijn belangrijkste inspiratiebron. Hij was in staat om zijn eigen individuele interpretatie te vinden van de alledaagse onderwerpen, die het grootste deel van zijn werk uitmaken. Zijn palet werd toen gedomineerd door bruin en grijs.
In een nog latere fase, toen hij in Brussel woonde, schilderde hij zijn volwassen werk, dat in hoge mate onafhankelijk van Brouwer was. Werken uit deze periode worden gekenmerkt door levendige kleuren en het gebruik van een eigen repertoire van personages: bebaarde mannen met platte of met bont versierde kappen, vrouwen met witte mutsen of opvallende strohoeden.
Zijn doek De dood is gewelddadig en snel is typerend voor zijn kleine, theatrale doeken van vechtende boeren, gevuld met kwaadaardige, expressieve figuren.